# 투시 커플

투시 커플의 애니메이션 이미지

투시 커플(Tusi couple), 투시 쌍(Tusi-雙)은 작은 원이 그 지름의 두 배를 지름으로 하는 더 큰 원 내부를 도는 수학적 장치이다. 투시 커플은 두 개의 첨점을 지닌 하이포사이클로이드를 형성한다.

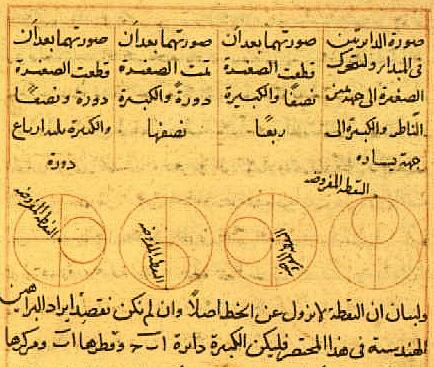
투시 커플을 설명하는 알투시의 도해

투시 커플은 13세기 페르시아의 천문학자이자 수학자인 나시르 알딘 알투시가 1247년 저서 《알마게스트 주해》(Tahrir al-Majisti)에서 제안했다. 이는 프톨레마이오스가 《알마게스트》에서 도입한 동시심(equant)을 대체하기 위해 사용되었다.